# 大庭弘之
大庭 弘之（おおば ひろゆき、1972年 - ）は、日本の映像技術者。

## 略歴
1997年文教大学情報学部広報学科卒業、同年株式会社オン・タイム入社。

## 関わった作品

### テレビドラマ
- 土曜ドラマ「ハゲタカ」（2007年、NHK）
- ドラマスペシャル「白洲次郎」（2009年、NHK）
- 大河ドラマ「龍馬伝」（2010年、NHK）
- NHKスペシャルドラマ「坂の上の雲（第3部）」（2011年、NHK）
- 大河ドラマ「平清盛」（2012年、NHK）
- 連続テレビ小説 「あまちゃん」（2013年、NHK）
- 土曜ドラマ「64（ロクヨン）」（2015年、NHK）
- 京都発地域ドラマ ワンダーウォール（2018年、NHK BSプレミアム）
- ドラマ10「東京サラダボウル」（2025年、NHK）

### 映画
- 「ハゲタカ」（2009年、東宝）
- ワンダーウォール 劇場版（2020年、SPOTTED PRODUCTIONS）

## 受賞歴
- 第9回映像技術賞編集部門 受賞（2009年「白洲次郎」）